# Nicole Beharie
Nicole Beharie (West Palm Beach, 3 de janeiro de 1985) é uma atriz e cantora norte-americana.